# علف‌پخش‌کن

علف‌پخش‌کن یونجه مولون

دستگاه علف‌پخش‌کن (به انگلیسی: Tedder) (که به آن علف‌پاش یونجه نیز گفته می‌شود) دستگاهی است که در تهیه یونجه استفاده می‌شود. این دستگاه پس از برداشت و پیش از انبار کردن علوفه (windrowing) استفاده می‌شود و از چنگال‌های متحرک برای هوادهی یا "ورز دادن" یونجه و در نتیجه سرعت خشک شدن آن پیش از بسته‌بندی یا غلتاندن استفاده می‌کند. استفاده از دستگاه علف‌پخش‌کن باعث می‌شود یونجه بهتر خشک شود ("عمل‌آوری") که از کپک زدن یا تخمیر جلوگیری می‌کند.